# Sheridan, Colorado
Sheridan är en stad (city) i Arapahoe County, i delstaten Colorado, USA. Enligt United States Census Bureau har staden en folkmängd på 5 791 invånare (2011) och en landarea på 5,7 km².